# Flussmittel (Schmelzen)
Als Flussmittel bezeichnet man Zusätze, die sowohl beim Schmelzen von Metallen und Legierungen verwendet werden, als auch beim Erschmelzen von Metallen aus ihren anorganischen Verbindungen, etwa Oxiden oder Chloriden. Daneben bezeichnet man die Schmelzphasenbildner beim Sintern keramischer Massen als Flussmittel.

## Wirkungsweise metallurgischer Flussmittel
Grundsätzlich muss ein Flussmittel unterhalb der Schmelztemperatur des Chargengutes flüssig werden, weil es nur auf diese Weise den Übergang des in einem Tiegel-, Herd- oder Wannenofen befindlichen Einsatzes vom festen in den schmelzflüssigen Zustand begünstigen kann.
Der niedrige Schmelzpunkt des Flussmittels und seine aufgabengerechte Zusammensetzung – in aller Regel als Gemisch anorganischer Salze – bewirken, dass Oxide vom Einsatzgut abgelöst und verschlackt werden. Zugleich schützt der Schlackenfluss den Einsatz vor erneuter Oxidation, weil der Zutritt von Luftsauerstoff verhindert wird.

### Anwendungsbereiche
In der Metallurgie werden deshalb die oxidbindenden Flussmittel bei den verschiedensten Prozessen, z. B. beim Löten eingesetzt. Für den Bereich der Metalle und deren Legierungen vergießenden Industrie werden Flussmittel auf die Bereitstellung von zu vergießendem Flüssigmetall bezogen und damit dem Sammelbegriff Schmelzebehandlungsmittel zugeordnet.

### Flussmittel im Gießereiwesen
Eine wichtige Aufgabe für vereinfachend als Flussmittel bezeichnete Mineralien oder Gemische solcher findet sich im Gießereiwesen, hier zumeist unter dem vorgenannten Begriff Schmelzebehandlungsmittel. Die Praxis in Metallhütten und Gießereien erfordert es, grob- bis feinstückig chargierte Metalle und Legierungen rasch zu verflüssigen und auf diese Weise Oxidationsverluste zu begrenzen. Zu dieser Aufgabe zählt auch, unter der Prämisse der Nachhaltigkeit von Rohstoffen, sowohl Altmetalle jeder Art, als auch Bearbeitungsabfälle in Gießereien und Halbzeugwerken, die in der Regel verunreinigt sind, in einem Recycling-Verfahren wieder uneingeschränkter Nutzung zuzuführen.

### Flussmittel bei der Aluminiumgewinnung
Zu den Aufgaben von Flussmitteln gehört es ferner, die Gewinnung von Metallen aus mineralischen Verbindungen zu ermöglichen. Das bekannteste Beispiel ist die Erzeugung von Aluminium aus Tonerde, bei der aufgeschmolzener Kryolith (Eisstein) als Elektrolyt und damit als oxidaufnehmendes Flussmittel dient.

## Herangezogene Literatur
- Flußmittel – Metallurgie. In: Holleman-Wiberg: Lehrbuch der Chemie. Erster Teil Anorganische Chemie. Verlag Walter de Gruyter, Berlin.
- Flußspath. In: Josef Bersch: Lexikon der Metalltechnik. Handbuch für alle Gewerbetreibenden und Künstler auf metallurgischem Gebiete. A. Hartleben Verlag, Wien u. a. 1899.